# 椎野公雄
椎野 公雄（しいの きみお、1934年10月31日 - ）は、日本の経営者。三井倉庫社長、会長を務めた。

## 来歴・人物
鹿児島県出身。1961年に慶應義塾大学法学部を卒業し、同年に三井倉庫に入社。1989年6月に取締役に就任し、1991年6月に常務を経て、1993年6月に社長に就任。2003年6月に会長に就任。
1999年11月に藍綬褒章を受章し、2004年11月に旭日中綬章を受章。